# هنري ديفيس (لاعب كرة قدم أمريكية)
هنري ديفيس (بالإنجليزية: Henry Davis)‏ هو لاعب كرة قدم أمريكية أمريكي، ولد في 8 نوفمبر 1942 في سلوتر في الولايات المتحدة، وتوفي في 11 يونيو 2000 في باتون روج في الولايات المتحدة.

## وصلات خارجية
- هنري ديفيس على موقع مرجع كرة القدم المحترفة.كوم (الإنجليزية)